# Cannibali domani
Cannibali domani è un film del 1983, diretto da Giuseppe Maria Scotese.